# خوان رافائيل مورا بوراس
خوان رافائيل مورا بوراس (بالإسبانية: Juan Rafael Mora Porras) (و. 1814 – 1860 م) هو سياسي من كوستاريكا ولد في سان خوسيه، كوستاريكا.